# Трубка Крукса
Трубка Крукса — це рання експериментальна електрична розрядна трубка з частковим вакуумом, винайдена англійським фізиком Вільямом Круксом та іншими приблизно в 1869-1875 роках, у якій були відкриті катодні промені, потоки електронів.